# Her Husband's Friend (film 1920)
Her Husband's Friend è un film muto del 1920 diretto da Fred Niblo. La sceneggiatura si basa su The Incubus, romanzo di Marjorie Benton Cooke pubblicato a New York nel 1915.

## Produzione
Il film, con il titolo di lavorazione The Incubus, fu prodotto dalla Thomas H. Ince Corporation.

## Distribuzione
Distribuito dalla Paramount Pictures e dalla Famous Players-Lasky Corporation, il film, presentato da Thomas H. Ince, uscì nelle sale cinematografiche degli Stati Uniti il 14 novembre 1920. Nel Regno Unito, fu distribuito il 20 aprile 1922.
Copia della pellicola viene conservata negli archivi della Library of Congress.